# Дональд Гендерсон
Дональд Ейнслі Гендерсон (англ. Donald Ainslie Henderson; 7 вересня 1928 — 19 серпня 2016) — американський лікар, педагог і епідеміолог, який керував десятирічними міжнародними зусиллями, спрямованими на викорінення натуральної віспи по всьому світу і запровадив міжнародні програми вакцинації дітей. З 1977 по 1990 рік був деканом школи громадського здоров'я Джонса Гопкінса, пізніше грав провідну роль у впровадженні національних програм по забезпеченню готовності та реагування громадського здоров'я на біологічні небезпеки і національні лиха. На момент смерті він був професором і почесним деканом школи громадського здоров'я Джонса Гопкінса, професором медицини і громадського здоров'я Університету Піттсбурга, видатним науковцем Центру безпеки здоров'я Медичного центру університету Пітсбурга.

## Ранні роки та навчання
Гендерсон народився у Лейквуді, штат Огайо 7 вересня 1928 у сім'ї шотландсько-канадських емігрантів. Батько — інженер Девід Гендерсон, мати — медсестра Елеонора МакМіллан. Інтерес до медицини у Дональда проявився завдяки канадському дядьку Вільяму МакМіллану — лікарю загальної практики та старшому члену Палати громад Канади.

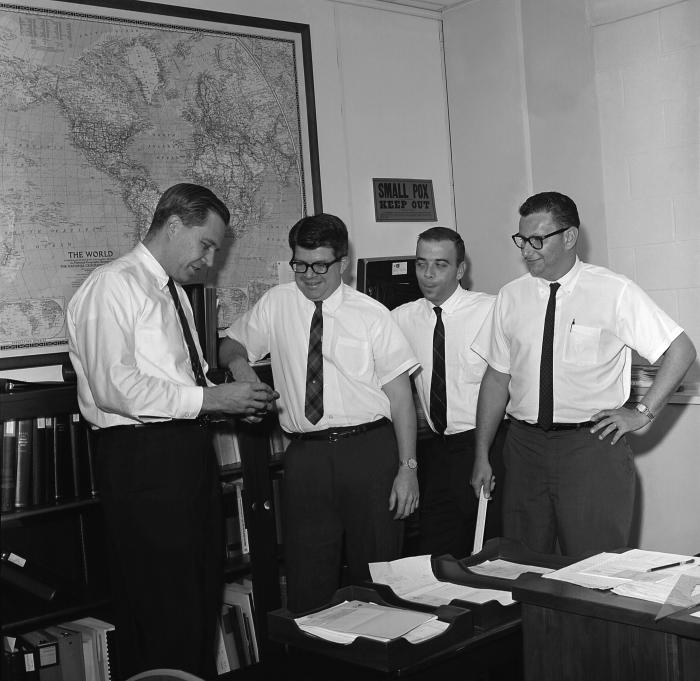
Гендерсон (перший зліва) у складі команди з ерадикації натуральної віспи CDC, 1966.

Гендерсон закінчив Коледж Оберлін у 1950 році та отримав ступінь доктора медицини в Медичній школі Рочестерського університету у 1954 році. Резидентуру з медицини проходив у госпіталі Мері Імоген Баззет у Куперстауні, штат Нью-Йорк, потім працював офіцером служби громадського здоров'я у Службі епідеміологічної розвідки Центру інфекційних захворювань (англ. Communicable Disease Center), тепер Центру контролю та попередження захворювань (англ. Centers for Disease Control and Prevention) — CDC. Він отримав ступінь магістра громадського здоров'я (англ. MPH) у 1960 році в Школі гігієни та громадського здоров'я Джонса Гопкінса (тепер Школа громадського здоров'я Джонса Гопкінса Блумберга).

## Дослідження та кар'єра

### Ліквідація натуральної віспи
Гендерсон був керівником програми вірусологічого нагляду CDC з 1960 до 1965 рік, працюючи в тісному співробітництві з натхненним епідеміологом Олександром Ленгмюром. Впродовж цього періоду він та його підрозділ розробили пропозицію для програми Допомоги Сполучених Штатів для міжнародного розвитку (англ. United States Aid for International Development, USAID) щодо ерадикації натуральної віспи та контролю кору впродовж 5-річного періоду у 18 суміжних країнах західної та центральної Африки. Цей проект фінансувався USAID, польові операції почались у 1967 році.
Ініціатива USAID забезпечила важливий стимул для програми Всесвітньої організації охорони здоров'я (ВООЗ) по ерадикації натуральної віспи по усьому світу за 10-річний період. У 1966 році Гендерсон переїхав до Женеви аби стати директором цієї кампанії. У цей час натуральна віспа широко зустрічалася по всій Бразилії і в 30 країнах Африки і Південної Азії. Щорічно фіксували 10 мільйонів випадків та 2 мільйони смертей. Вакцинації забезпечила певний контроль, але ключова епідеміологічна стратегія була «нагляд-стримування». Цей метод полягає у негайному повідомленні про випадки від усіх підрозділів охорони здоров'я та швидкій вакцинації членів сім'ї хворих на підтверджені випадки захворювання та осіб, що були з ними у близькому контакті. Персонал ВООЗ та радники з 73 країн працювали у тісній співпраці з національним персоналом. Останній випадок був у Сомалі 26 жовтня 1977 року, лише через 10 років від початку програми. Через три роки Міжнародна Асамблея ВООЗ рекомендувала, що можна припинити вакцинацію від натуральної віспи. Натуральна віспа — перше ерадиковане людське захворювання. Цей успіх дав стимул Міжнародній розширеній програмі імунізації ВООЗ, яка мала на меті стпимування або ліквідацію інших захворювань, які є вакцинкерованими, включаючи поліомієліт, кір, правець у новонароджених, дифтерію та кашлюк. Тепер цілі ерадикації — поліємієліт та хвороба ришти.

### Пізніша робота
З 1977 до серпень 1990 року, Гендерсон був деканом Школи громадського здоров'я Джонса Гопкінса. У 1991 році його призначено заступником директора з напрямку наук про життя, Управління політики у науці та технологіях, Виконавчого управління Президента (1991–93), а пізніше — заступником помічника державного секретаря і старшим науковим консультантом Міністерства охорони здоров'я і соціальних служб США (HHS). У 1998 році він став директором-засновником Центру цивільних стратегій біозахисту імені Джонса Гопкінса, тепер Центру безпеки здоров'я UPMC.
Після атаки 11 вересня 2001 року секретар HHS Томмі Томпсон попросив йоно взяти відповідальність на себе за Управління готовності громадського здоров'я (потім Управління помічника секретаря з готовності та реагування). Для цього Конгрес виділив 3 млн доларів.
На момент смерті Гендерсон був почесним редактором академічного журналу Безпека здоров'я (англ. Health Security, колишнього Біобезпека та біотероризм: стратегія, практика та наука біозахисту, англ. Biosecurity and Bioterrorism: Biodefense Strategy, Practice, and Science).

### Досягнення і нагороди
- 1975 — Медаль Джорджа Макдональда, Лондонська школа тропічної медицини[en][19]
- 1978 — Медаль громадського благополуччя, Національна академія наук[20]
- 1985 — Міжнародна премія Альберта Швейцера в медицини[21]
- 1986 — Національна наукова медаль США у біології[22]
- 1988 — Премія Японії, разом з докторами Isao Arita та Франком Феннером[en][23]
- 1994 — Золота медаль Альберта Себіна[en], Фонд Себіна[24]
- 1995 — Медаль Джона Стернса, Медична академія Нью-Йорку[en][25]
- 1996 — Медаль Едварда Дженнера[en], Королівське товариство медицини[en][26]
- 2001 — Товариство Клану Гендерсон, відзнака вождя клану[en][27]
- 2002 — Президентська медаль Свободи[28][29]
- 2013 — Орден діамантової зірки[en] з Великим Хрестом, Китай (Тайвань)[30][31]
- 2014 — Нагорода принца Махідола[en], Таїланд[32][33]
- 2015 — Нагорода Шарля Меріє, Національна фундація інфекційних захворювань[34]

Сімнадцять університетів присудили Гендерсону почесні наукові ступені та вчені звання.

### Вибрані публікації
- Fenner F, Henderson DA, Arita I, Jezek Z, Ladnyi. (1988) Smallpox and Its Eradication (ISBN 92-41-56110-6), Geneva, World Health Organization. The definitive archival history of smallpox.
- Henderson DA. (2009) Smallpox, the Death of a Disease (ISBN 978-1591027225) New York: Prometheus Books
- Henderson DA (1993) Surveillance systems and intergovernmental cooperation. In: Morse SS, ed. Emerging Viruses. New York: Oxford University Press: 283—289.
- Henderson DA, Borio LL (2005) Bioterrorism: an overview. In Principles and Practice of Infectious Diseases (Eds. Mandell MD, Bennett JE, Dolin R) Phil, Churchill Livingstone, 3591–3601.
- Henderson DA (2010) The global eradication of smallpox: Historical Perspective and Future Prospects in The Global Eradication of Smallpox (Ed: Bhattacharya S, Messenger S) Orient Black Swan, London. 7–35
- Henderson DA, Shelokov A (1959). Medical progress: Epidemic neuromyasthenia—clinical syndrome. N Engl J Med. 260 (757–764): 814—818.
- Langmuir AD, Henderson DA, Serfling RE (1964). The epidemiological basis for the control of influenza. Am J Public Health. 54: 563—571. doi:10.2105/ajph.54.4.563.
- Neff JM, Lane JM, Pert JH, Moore R, Millar JD, Henderson DA (1967). Complications of smallpox vaccination: I. National survey in the United States, 1963. N Engl J Med. 276: 125—132. doi:10.1056/nejm196701192760301.
- Henderson DA. (1967) Smallpox eradication and measles-control programs in West and Central Africa: Theoretical and practical approaches and problems. Industry and Trop Health VI, 112—120, Harvard School of Public Health, Boston.
- Henderson DA (1972). Epidemiology in the global eradication of smallpox. Int J Epidemiol. 1: 25—30. doi:10.1093/ije/1.1.25.
- Henderson DA (1975). Smallpox eradication—the final battle (Jenner Lecture). J Clin Path. 28: 843—849. doi:10.1136/jcp.28.11.843.
- Henderson DA (1976). The eradication of smallpox. Scientific American. 235: 25—33. doi:10.1038/scientificamerican1076-25.
- Henderson DA (1998). The challenge of eradication: lessons from past eradication campaigns (The Pittsfield Lecture). Int J Tuberc Lung Dis. 2: 54—58.
- Henderson DA. (1998) The siren song of eradication. J Royal College of Physicians 32, 580—584.
- Henderson DA (1999). The looming threat of bioterrorism. Science. 283: 1279—1282. doi:10.1126/science.283.5406.1279.
- Henderson DA; Inglesby TV; Barlett JG та ін. (1999). Smallpox as a biological weapon: medical and public health management. JAMA. 281: 2127—2137. doi:10.1001/jama.281.22.2127. PMID 10367824.
- O'Toole T, Henderson DA (2001). A clearly present danger: confronting the threat of bioterrorism. Harvard International Forum. 23: 49—53.

## Особисте життя
Гендерсон одружився з Наною Ірен Брегг (англ. Nana Irene Bragg) у 1951 році. У них народились дочка Лі та два сина, Дуглас і Девід. Гендерсон помер у госпісі Джілхріст, Товсон, штат Меріленд у 87 років, після перелому шийки стегна.